# Necrosis (chilenische Band)
Necrosis war eine chilenische Thrash-Metal-Band aus Santiago de Chile, die mit Unterbrechungen von 1985 bis 2017 aktiv war.

## Geschichte
Die Band wurde 1985 gegründet und bestand anfangs aus dem Gitarristen Yerko Tolic, dem Sänger Andrés Marchant und dem Bassisten Miguel Ángel Montenegro. Die Arbeiten begannen jedoch erst im Jahr 1987 professionell zu werden, als die Brüder Andy (Schlagzeug) und Pepe Nacrur (E-Gitarre) von der Band Massacre zur Besetzung kamen. Sie begannen daraufhin ihr erstes Demo zu bewerben. Die Besetzung bestand zu diesem Zeitpunkt neben den Nacrur-Brüdern aus dem Gitarristen Nataniel Infante, dem Bassisten Rodrigo Westphal und dem Sänger Merchant. Das Morbid Magazine führte das Demo in der Liste der 25 weltweit besten Demos des Jahres 1987 auf Platz 19. Durch das Demo konnte die Gruppe verstärkt Auftritte abhalten, während vom Demo rund 1.500 Kopien abgesetzt werden konnten. Anfang 1988 begab sich Merchant mit ein paar Kopien des Demos nach Brasilien, wo er einen Plattenvertrag mit Heavy Metal Maniac Records, ein Label, das sich später in Hellion Records umbenannte, erzielen konnte. Die Vertragsunterzeichnung fand im März statt. Daraufhin fanden die Aufnahmen zum Debütalbum The Search in Chile statt, wobei das fertige Material in Brasilien von Moises Dell Monica produziert wurde. 3.500 Kopien des Albums wurden in Chile und Brasilien verkauft. Um das Album zu bewerben, organisierte das Label mit Moises Dell Monica im Februar 1989 einen Auftritt in São Paulo im Projeto Leste, einer Anlage, die rund 5.000 Besucher fassen konnte. Der Auftritt wurde zusammen mit MX, Korzus und Ratos de Porão abgehalten. Ursprünglich war Kreator statt Necrosis vorgesehen, jedoch sagte Kreator ab, sodass Necrosis einsprang. Im März kehrte die Band mit 1.000 verbleibenden Kopien des Albums nach Chile zurück. Es folgten weitere lokale Auftritte, mit einer durchschnittlichen Besucherzahl von 2.000 Leuten, während das Album ausverkauft wurde. Aufgrund von anderen Aktivitäten wie Studium und Arbeit verringerte sich die Aktivität der Gruppe wieder. Andy Nacrur und Rodrigo Westphal verließen die Band, um sich anderen Projekten widmen zu können. 1990 wurde daraufhin im Casa Constitucion in Barrio Bellavista in Santiago de Chile der vorerst letzte Auftritt abgehalten. Die Besetzung bestand mittlerweile aus dem Schlagzeuger Marcelo Ulloa, den Gitarristen Infante und Nacrur, dem Bassisten Montenegro und dem Sänger Merchant. Der entscheidende Faktor für die Bandauflösung war der Suizid des eigentlichen Bassisten Alfredo „Babe“ Peña. 1997 wurde das Debütalbum über Toxic Records wiederveröffentlicht, wobei EMI Odeon Chilena S.A. den Vertrieb übernahm.
1999 wurde die Band von Andy Nacrur, der sich in der Zwischenzeit wieder Massacre (nun unter dem leicht veränderten Namen Massakre bekannt) gewidmet hatte, wiederbelebt. Das einzige neben ihm bereits bekannte Mitglied war hierbei Nataniel Infante. Ergänzt wurde die Besetzung durch den Sänger Gustavo Robles, den Bassisten Victor Trujillo und den Gitarristen César Añasco. Daraufhin wurde der erste Auftritt seit der Neugründung vor etwa 1.000 Leuten in Santiago de Chile abgehalten. Nach ein paar weiteren Konzerten verließ Trujillo die Gruppe, um Totten Korps beizutreten. Als Ersatz stieß Rodrigo „Mota“ Onetto hinzu. Daraufhin begannen die Arbeiten zum zweiten Album Enslaved to the Machine, das im Dezember 2001 erschien. Am Erscheinungstag trat die Band live auf, um das Album zu bewerben. Nach Auftritten zusammen mit Criminal, Massakre, Sadism, Torturer und Pentagram Chile verließ Añasco nach einem Konzert in La Serena im Jahr 2002 die Band. Sein Posten wurde zunächst von Javier Bassino eingenommen.  Jedoch war dieser Posten einem häufigen Wechsel unterzogen, wobei einer der beständigsten Gitarristen dabei Daniel Duarte war. Als nächstes Mitglied stieg Rodrigo Onetto aus, woraufhin Victor Trujillo kurzzeitig zurückkehrte, damit die bereits geplanten Auftritte stattfinden konnten. Danach folgte ein Auftritt zusammen mit Kreator und Destruction im Teatro Providencia in Santiago de Chile vor ca. 1.500 Zuhörern. Anfang 2003 kam es zur erneuten Auflösung der Band.
Nach drei Jahren wurde die Band erneut reaktiviert und setzte sich aus dem Sänger Robles, den Gitarristen Añasco und Infante, dem Schlagzeuger Nacrur und dem Bassisten Westphal zusammen. Nach einem Auftritt als Vorgruppe für Testament Anfang 2007 gab es einige Spannungen zwischen den Mitgliedern, weshalb es erst einmal ruhig um die Band wurde. Nacrur feuerte daraufhin Infante und Añasco aufgrund musikalischer Differenzen. Die verbliebenen Mitglieder machten sich daraufhin auf die Suche nach einem passenden Ersatz. Als Gitarrist kehrte Daniel Duarte zur Gruppe zurück, während das neue Mitglied Roberto Villaroel die andere E-Gitarre spielte. Auch diese Besetzung hielt jedoch nicht lange, weshalb Gerardo Salas und Martin Lorie die E-Gitarren übernahmen. Daraufhin begannen die Arbeiten zum nächsten Album, das zunächst Burnt into Ashes heißen sollte. Stattdessen erschien 2009 das Album Reborn, das aus neun Liedern besteht. Die Besetzung bestand mittlerweile neben Nubles, Nacrur und Onetto aus den Gitarristen Rene Mundaca und Sergio Aravena. In dieser Besetzung wurde 2010 ein Auftritt mit Megadeth in der Movistar Arena vor ca. 15.000 Menschen abgehalten. Danach kehrte der Gitarrist Pepe Nacrur zur Band zurück. Da die Band im Konflikt mit seiner Arbeitstätigkeit stand, verließ Robles die Band, woraufhin er durch Pablo Ojeda ersetzt wurde. In dieser erneut veränderten Besetzung spielte die Band 2011 mit Destruction in Santiago de Chile. 2014 erschien Reenslaved to the Machine, ein Remake von Enslaved to the Machine. Die von Andy Nacrur produktionstechnisch geleiteten Aufnahmen hatten in den RAF Studios in Santiago de Chile stattgefunden. Die Musik war von Nacrur, Infante und Añasco geschrieben worden, bis auf das Lied Electric Prayer, das von Miguel Lara stammt. Auf dem 2015er Album Age of Decadence sind die einzig bekannten Mitglied Andy Nacrur und Sergio Aravena. Neben ihnen setzt sich die Gruppe aus dem Bassisten Patricio Ahumada, dem Gitarristen Victor Contreras und dem Sänger Jorge Luis Jones zusammen. Nachdem die Band bereits eineinhalb Jahre kaum noch aktiv gewesen war, gab sie Mitte 2017 ihre endgültige Auflösung bekannt.

## Stil
Laut classicthrash.com war bis zum Erscheinen von The Search eine chilenische Band äußerst unüblich, sodass Necrosis so ziemlich als alleiniger erster chilenischer Vertreter des Genres angesehen werden könne. Die Songs seien technisch leicht anspruchsvoll, wobei es sowohl mittelschnelle als auch schnelle Lieder gebe. Der Gesang klinge jedoch etwas dünn. Enslaved to the Machine unterscheide sich vom Vorgänger, was durch die Verwendung verbesserter Technologie 13 Jahre bedingt sei. Die Unterschiede seien jedoch oberflächlich, sodass der für die Band typische Klang bestehen bleibe. Der Gesang sei tiefer und die Produktion besser. Reborn klinge stark und kraftvoll, jedoch sei das Songwriting verbesserungswürdig, da es in den Liedern häufig sich wiederholende Elemente gebe. Insgesamt fehle es dem Album an einprägsamen Liedern. Michael Oelschlegel von voicesfromthedarkside.de schrieb in seiner Rezension zu dem Album, dass es eine Fortsetzung zu Enslaved to the Machine sei. Hierauf ist Thrash Metal im klassischen Stil angereichert mit ein paar modernen Elementen zu hören. Ansonsten sei in den Liedern ein wütender Gesang und ein kraftvoll gespieltes Schlagzeug zu hören. Die Songs würden meist recht flott gespielt, wobei man es jedoch vermeide zu schnell zu werden.

## Diskografie
- 1987: Kingdom of Hate (Demo, Eigenveröffentlichung)
- 1988: The Search (Album, Heavy Metal Maniac Records)
- 2001: Enslaved to the Machine (Album, Toxic Records)
- 2008: Living in a Cage (Promo 2008) (Single, Rawforce Productions)
- 2008: Chargola Fuckingfest / 2006 (Split-DVD mit Dorso und Torturer, Chargola Rec & Prod)
- 2009: The Weakest (Single, Rawforce Productions)
- 2009: Reborn (Album, Eigenveröffentlichung)
- 2014: Reenslaved to the Machine (Remake des Albums Enslaved to the Machine, Digmetalworld Records)
- 2015: Age of Decadence (Album, Best Foe Records)